# Берикей (станция)
Берикей — железнодорожная станция Северо-Кавказской железной дороги в Дагестане.
Располагается на линии Махачкала — Дербент, в селе Берикей.